# Under the Stars
Under the Stars är en grekisk film från 2001 i regi av Christos Georgiou.

## Om filmen
Personlig och historisk dramafilm.

## Rollista (i urval)
- Mirto Alikaki
- Akis Sakellariou
- Stella Fyrogeni
- Ahilleas Grammatikopoulos
- Andros Kritikos
- Neoklis Neokleous
- Stelios Onoufriou
- Nefeli Papadaki
- Christina Paulidou
- Sotos Stavrakis